# Déjà-vu (hitomiのアルバム)
『déjà-vu』（デジャブ）は、日本の歌手hitomiの3枚目のアルバムである。1997年11月12日発売。発売元はavex trax。規格品番はAVCD-11575。本体価格は2913円。

## 概要
- 前作『by myself』から約1年2か月ぶりとなったアルバム。
- 初回盤はデジパック仕様。
- 前作ではエグゼクティブ・プロデューサーであった小室哲哉が、今作ではプロデューサーとして全面的に参加している（久保こーじとの共作）。またhitomiのアルバムでは初めて、小室がアルバム用に楽曲を書き下ろした。
- 歌詞・サウンド・ボーカルなどの全体的な方向性は「シェリル・クロウ、ビョークの直接的な真似ではなく、彼女達と同じ所を目指したい」と考え、実制作の際にhitomiは「耳に気持ち良い感じ」を考えながらセットリストを自分で作っていた[1]。
- 歌詞はほぼ全てをロサンゼルスで仕上げた。hitomiは「これまでは1曲に対して10枚書かないといけなかったが、今回は1つテーマができたら、それをそのまま反映させつつ、歌詞として膨らませることができた」と振り返っている[2]。

## 収録曲
1. mistake (4:12)
作詞：hitomi、作曲・編曲：小室哲哉
歌詞が先に出来上がり、1997年4月に小室から楽曲が送られてきた[1]。
hitomiは「自分の声が生きるような楽曲をもらえた」「音と声の乗り方がビョークにちょっと近づけた」「デジタル音と土臭い音を混ぜて、両方とも引き立っているちょっと変わった音なのでぜひ聴いてほしい」と気に入っている[1]。
2. BUSY NOW (5:15)
作詞：hitomi・前田たかひろ、作曲・編曲：久保こーじ
8thシングル。
3. Turning Point (5:04)
作詞：hitomi、作曲・編曲：久保こーじ
「デビューして3年経つから、自分の中の何かを変えたい」という気持ちで書いた[1]。
4. Slow Song (5:41)
作詞：hitomi、作曲・編曲：小室哲哉
「家に帰ると、外での『ロックみたいな強気で過熱した状況にいる私』を忘れたいと思いつつ考えてしまう。でも心はスローでいたい」という気持ちで書いた[1]。
5. poker face (4:57)
作詞：hitomi、作曲・編曲：小室哲哉
「六本木で歩く男女を見た時、自然体じゃない、ポーカーフェイスだと思った。でもポーカーフェイスじゃないとやっていけない時期・仕事がある」という気持ちで書いた[1]。
6. Free Soul!! (5:04)
作詞：hitomi、作曲：小室哲哉・久保こーじ、編曲：小室哲哉
「生きてるって、何だかんだいっても囲いの中にいて全て自由なわけではない。だからこそ『自由な魂』を感じて欲しい」という気持ちで書いた[1]。
7. Hard Days Night (One More Beauty) (4:29)
作詞：hitomi、作曲・編曲：小室哲哉
小室のつけたタイトルが「Hard Days Night」だったので、自分が考えたのも付けたかったhitomiは「One More Beauty」をサブタイトルとして採用した[1]。
「泥沼の中でも抵抗力を持って、キレイな自分でいないとだめ」という気持ちで書いた[1]。
8. problem (4:40)
作詞：hitomi、作曲・編曲：小室哲哉
9thシングル。表示は無いがアウトロでシングルの2曲目に収録されている「problem (NERVOUS BREAKDOWN MIX)」の音がフェードインするため綿密に言えばアルバムバージョンである。
9. Digital Worker (Who's he?) (6:04)
作詞：hitomi、作曲：小室哲哉、編曲：小室哲哉・久保こーじ
ダイハツ工業「テリオス」CMソング
hitomiは何度も歌詞を書き換えて、締め切りギリギリまで引っ張り、最後にレコーディングした[1]。
「今、自分が批判したいのは何だろう?」という気持ちで書いた[1]。
10. PRETTY EYES (5:37)
作詞：hitomi、作曲：小室哲哉、編曲：小室哲哉・久保こーじ
10thシングル。
11. déjà-vu (4:10)
作詞：hitomi、作曲：小室哲哉・久保こーじ、編曲：小室哲哉
「小さな時に感じた痛み・コンプレックスって結局大人になってもそのままだと思う。それを生き方でどう乗り切るか」という気持ちで書いた。そのために「心の痛みはそのまま」というフレーズを生かす様にした[1]。

## 参加ミュージシャン
- 小室哲哉 - ピアノ・キーボード・シンセサイザープログラミング・マニピュレーター・コーラス・ギター・ハープ
- 久保こーじ - キーボード・シンセサイザープログラミング・グロッケンシュピール・コーラス
- 松尾和博 - ギター
- 木村建- ギター
- 住吉中 - ベース
- カーマイン・ロハス - ベース
- 中野周一 - ドラムス
- ラファエル・パディラ - パーカッション・ドラムス
- 河合夕子 - コーラス
- Lynn Mabry - コーラス
- Will Wheaton - コーラス
- マーク・パンサー - ハープ
- 村山達哉 - ブラス・ストリングスアレンジメント
- Dave Way - ミキシング
- Chris Lord-Alge - ミキシング(#2)
- Eddie Delena - ミキシング(#8)
- 清水彰彦（ソイツァーミュージック） - ボーカルディレクター
- 村上章久 - シンセサイザープログラミング
- 松本零士 - シンセサイザープログラミング
- 岩佐俊秀 - アシスタント